# Yu Xu
Yu Xu, née mars 1986 à Chengdu et décédée le 12 novembre 2016 à Hebei,, est une pilote de chasse chinoise qui a été leader de l'équipe de démonstration aérienne Premier août de l'armée de l'air de l'Armée populaire de libération.

## Biographie

### Jeunesse
Yu Xu est né à Chengdu, la capitale de la province du Sichuan, dans le sud-ouest de la Chine.

### Éducation
Yu Xu entre dans l'armée en tant qu'étudiante à l'université l'armée de l'air en 2005 et obtient son diplôme en 2009,. Seize femmes (y compris Yu Xu) obtiennent leur diplôme cette année-là, ce qui en fait l'une des premières femmes chinoises formées pour piloter des avions de chasse.

### Carrière
Yu Xu rejoint l'armée de l'air de l'Armée populaire de libération en septembre 2005. Elle apparaît avec d'autres femmes pilotes au gala du Nouvel An 2010 de CCTV. En 2012, elle est qualifiée pour piloter le Chengdu J-10, un appareil multirôle. Les fans de Yu Xu la surnomment "Golden Peafowl".

### Décès
Yu Xu décède lors d'une séance d'entraînement de voltige le 12 novembre 2016 après avoir été heurtée par un autre avion alors qu'elle s'éjectait de son J-10. Cependant, certains médias officiels rapportent qu'elle n'a pas pu s'éjecter à temps de son avion avant que celui-ci ne s'écrase.